# Integral multiplicativa
Una integral multiplicativa o integral producte és una versió multiplicativa de la integral habitual basada en la suma. La primera integral multiplicativa, la integral de Volterra (tipus I) va ser desenvolupada pel matemàtic i biòleg Vito Volterra el 1887 per resoldre sistemes d'equacions diferencials lineals. Altres exemples d'integrals multiplicatives són la integral geomètrica (tipus II), la integral bigeomètrica (tipus III) i algunes altres integrals de càlcul no-newtonià.
Les integrals de Volterra (tipus I) han trobat ús en àrees des de l'epidemiologia (l'estimador de Kaplan-Meier) fins a la dinàmica de poblacions estocàstiques mitjançant integrals multiplicatives (multigrals), anàlisi i mecànica quàntica.
La integral geomètrica (tipus II), juntament amb la derivada geomètrica, és útil en l'anàlisi d'imatges i en l'estudi de fenòmens de creixement/desintegració (per exemple, en creixement econòmic, creixement bacterià i desintegració radioactiva).
La integral bigeomètrica (tipus III), juntament amb la derivada bigeomètrica, és útil en algunes aplicacions dels fractals, i en la teoria de l'elasticitat en economia. Les integrals multiplicatives no han tingut mai un tractament important en el desenvolupament de les matemàtiques, probablement a causa de la notació poc intuïtiva que va fer servir en Volterra. Fins a la data, periòdicament s'han anat redescobrint les integrals multiplicatives i ha anat creixent una gamma aclaparadora de terminologia i notació.
Aquest article adopta la notació «producte» {\displaystyle \prod } per a la integració multiplicativa en lloc de la notació de «integral» {\displaystyle \int }(generalment modificat per un símbol «multiplicació» o lletra «P» superposat) afavorit per Volterra i altres. També s'ha adoptat una classificació arbitrària dels tipus d'integrals multiplicatives per tal d'imposar una mica d'ordre en aquest camp.

## Definicions bàsiques

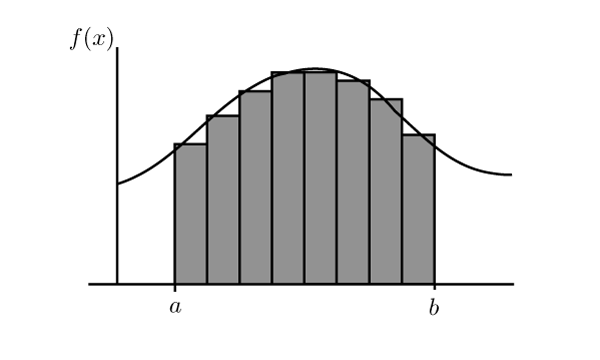

En la seva forma més bàsica les integrals es poden entendre com el límit d'una sèrie que calcula l'àrea tancada davall del gràfic de la funció {\displaystyle f(x)}
La integral de Riemann clàssica d'una funció {\displaystyle f:[a,b]\to \mathbb {R} } es pot definir per la relació
{\displaystyle \int _{a}^{b}f(x)\,dx=\lim _{\Delta x\to 0}\sum f(x_{i})\,\Delta x,}
on el límit es pren sobre totes les particions de l'interval {\displaystyle [a,b]} les normes del qual s'acosten a zero.
A grans trets, les integrals multiplicatives són similars, però prenen el límit d'un producte en lloc del límit d'una suma.
{\displaystyle \;\sideset {}{_{a}^{b}}\prod _{x\in \Re }{f(x)^{dx}}=\lim _{\Delta x\to 0}\prod {f(x_{i})^{\Delta x}}}
Es poden considerar versions «continues» de productes «discrets».

## Tipus
Ara bé, a diferència de les integrals normals, hi ha diferents tipus d'integrals multiplicatives. Les integrals multiplicatives més populars són les següents:

### Tipus I: Integral de Volterra
{\displaystyle \prod _{a}^{b}{\big (}1+f(x)\,dx{\big )}=\lim _{\Delta x\to 0}\prod {\big (}1+f(x_{i})\,\Delta x{\big )}.}
La integral multiplicativa de tipus I correspon a la definició original de Volterra. La següent relació existeix per a les funcions escalars {\displaystyle f:[a,b]\to \mathbb {R} }:
{\displaystyle \prod _{a}^{b}{\big (}1+f(x)\,dx{\big )}=\exp \left(\int _{a}^{b}f(x)\,dx\right),}
que no és un operador multiplicatiu (per tant, els conceptes d'integral d'un producte i integral multiplicativa no són els mateixos).
La integral multiplicativa de Volterra és més útil quan s'aplica a funcions amb valors matricials o funcions amb valors en una àlgebra de Banach, on l'última igualtat ja no és certa (vegeu les referències a continuació).
Quan s'aplica a escalars que pertanyen a un camp no commutatiu, a matrius i a operadors, és a dir, a objectes matemàtics que no commuten, la integral de Volterra es divideix en dues definicions:
- Integral multiplicativa esquerra

{\displaystyle P(A,D)=\prod _{i=m}^{1}(\mathbb {1} +A(\xi _{i})\Delta t_{i})=(\mathbb {1} +A(\xi _{m})\Delta t_{m})\cdots (\mathbb {1} +A(\xi _{1})\Delta t_{1})}
amb la notació dels productes de l'esquerra (és a dir, els productes normals aplicats des de l'esquerra)
{\displaystyle \prod _{a}^{b}(\mathbb {1} +A(t)dt)=\lim _{\max \Delta t_{i}\to 0}P(A,D)}
- Integral multiplicativa dreta

{\displaystyle P(A,D)^{*}=\prod _{i=1}^{m}(\mathbb {1} +A(\xi _{i})\Delta t_{i})=(\mathbb {1} +A(\xi _{1})\Delta t_{1})\cdots (\mathbb {1} +A(\xi _{m})\Delta t_{m})}
amb la notació dels productes correctes (és a dir, aplicats des de la dreta)
{\displaystyle (\mathbb {1} +A(t)dt)\prod _{a}^{b}=\lim _{\max \Delta t_{i}\to 0}P(A,D)^{*}}
On {\displaystyle \mathbb {1} } és la matriu d'identitat i D és una partició de l'interval [a,b] en el sentit de Riemann, és a dir, el límit està per sobre de l'interval màxim de la partició. S'ha d'observar com en aquest cas l'ordenació temporal es fa evident a les definicions.
Per a les funcions escalars, la derivada del sistema de Volterra és la derivada logarítmica i, per tant, el sistema de Volterra no és un càlcul multiplicatiu i no és un càlcul no-newtonià.

### Tipus II: Integral geomètrica
{\displaystyle \prod _{a}^{b}f(x)^{dx}=\lim _{\Delta x\to 0}\prod {f(x_{i})^{\Delta x}}=\exp \left(\int _{a}^{b}\ln f(x)\,dx\right),}
que s'anomena integral geomètrica i és un operador multiplicatiu.
Aquesta definició de la integral multiplicativa és l'analògic continu de l'operador de producte discret
{\displaystyle \prod _{i=a}^{b}}
(on {\displaystyle i,a,b\in \mathbb {Z} }) i l'anàleg multiplicatiu a la integral (normal/estàndard/additiva).
{\displaystyle \int _{a}^{b}dx}
(on {\displaystyle x\in [a,b]}):
|          | additiu                               | multiplicatiu                           |
| -------- | ------------------------------------- | --------------------------------------- |
| discreta | {\displaystyle \sum _{i=a}^{b}f(i)}   | {\displaystyle \prod _{i=a}^{b}f(i)}    |
| contínua | {\displaystyle \int _{a}^{b}f(x)\,dx} | {\displaystyle \prod _{a}^{b}f(x)^{dx}} |
És molt útil en estocàstica, on el logaritme de versemblança (és a dir, el logaritme d'una integral multiplicativa de variables aleatòries independents) és igual a la integral del logaritme d'aquestes (infinitessimament moltes) variables aleatòries:
{\displaystyle \ln \prod _{a}^{b}p(x)^{dx}=\int _{a}^{b}\ln p(x)\,dx.}

### Tipus III: Integral biogeomètrica
{\displaystyle \prod _{a}^{b}f(x)^{d(\ln x)}=\exp \left(\int _{r}^{s}\ln f(e^{x})\,dx\right),}
on r = ln a, i s = ln b.
La integral multiplicativa de tipus III s'anomena integral bigeomètrica i és un operador multiplicatiu.

## Resultats bàsics
Els resultats següents són per a la integral multiplicativa de tipus II (la integral geomètrica). Altres tipus produeixen altres resultats.
{\displaystyle \prod _{a}^{b}c^{dx}=c^{b-a},}
{\displaystyle \prod _{a}^{b}x^{dx}={\frac {b^{b}}{a^{a}}}{\rm {e}}^{a-b},}
{\displaystyle \prod _{0}^{b}x^{dx}=b^{b}{\rm {e}}^{-b},}
{\displaystyle \prod _{a}^{b}\left(f(x)^{k}\right)^{dx}=\left(\prod _{a}^{b}f(x)^{dx}\right)^{k},}
{\displaystyle \prod _{a}^{b}\left(c^{f(x)}\right)^{dx}=c^{\int _{a}^{b}f(x)\,dx},}
La integral geomètrica (tipus II) té un paper central en el càlcul geomètric, que és un càlcul multiplicatiu. La inversa de la integral geomètrica, que és la derivada geomètrica {\displaystyle f^{*}(x)}, es defineix mitjançant la relació següent:
{\displaystyle f^{*}(x)=\exp \left({\frac {f'(x)}{f(x)}}\right)}
Així, es pot concloure el següent:
- El teorema fonamental

{\displaystyle \prod _{a}^{b}f^{*}(x)^{dx}=\prod _{a}^{b}\exp \left({\frac {f'(x)}{f(x)}}\,dx\right)={\frac {f(b)}{f(a)}},}
- La regla del producte

{\displaystyle (fg)^{*}=f^{*}g^{*}.}
- La regla del quocient

{\displaystyle (f/g)^{*}=f^{*}/g^{*}.}
- La llei dels grans nombres

{\displaystyle {\sqrt[{n}]{X_{1}X_{2}\cdots X_{n}}}{\underset {n\to \infty }{\longrightarrow }}\prod _{x}X^{dF(x)},}
on X és una variable aleatòria amb distribució de probabilitat F(x).
Es pot comparar amb la llei estàndard dels grans nombres:
{\displaystyle {\frac {X_{1}+X_{2}+\cdots +X_{n}}{n}}{\underset {n\to \infty }{\longrightarrow }}\int X\,dF(x).}

## Integrals multiplicatives tipus Lebesgue
Igual que la versió de Lebesgue de les integrals (clàssiques), es poden calcular integrals multiplicatives aproximant-les amb les integrals de producte de funcions simples. Cada tipus d'integral multiplicativa té una forma diferent per a funcions simples.

### Tipus I: Integral de Volterra
Com que les funcions simples generalitzen les funcions esglaonades, a continuació només considerarem el cas especial de les funcions simples que són funcions esglaonades. Això també facilitarà la comparació de la definició de Lebesgue amb la definició de Riemann.
Donada una funció esglaonada {\displaystyle f:[a,b]\to \mathbb {R} } amb la partició corresponent {\displaystyle a=y_{0}<y_{1}<\dots <y_{m}} i una partició etiquetada
{\displaystyle a=x_{0}<x_{1}<\dots <x_{n}=b,\quad x_{0}\leq t_{0}\leq x_{1},x_{1}\leq t_{1}\leq x_{2},\dots ,x_{n-1}\leq t_{n-1}\leq x_{n},}
una aproximació de la «definició de Riemann» de la integral multiplicativa de tipus I ve donada per
{\displaystyle \prod _{k=0}^{n-1}\left[{\big (}1+f(t_{k}){\big )}\cdot (x_{k+1}-x_{k})\right].}
La integral multiplicativa (tipus I) va ser definida com, a grans trets, el límit d'aquests productes per Ludwig Schlesinger en un article de 1931.
Una altra aproximació de la «definició de Riemann» de la integral multiplicativa de tipus I es defineix com
{\displaystyle \prod _{k=0}^{n-1}\exp {\big (}f(t_{k})\cdot (x_{k+1}-x_{k}){\big )}.}
Quan {\displaystyle f} és una funció constant, el límit del primer tipus d'aproximació és igual al segon tipus d'aproximació. S'ha de tenir en compte que, en general, per a una funció esglaonada, el valor del segon tipus d'aproximació no depèn de la partició, sempre que la partició sigui un refinament de la partició que defineix la funció esglaonada, mentre que el valor del primer tipus de l'aproximació depèn de la finesa de la partició, fins i tot quan es tracta d'un refinament de la partició que defineix la funció esglaonada.
Resulta que això, per a qualsevol funció integrable multiplicativa {\displaystyle f}, el límit del primer tipus d'aproximació és igual al límit del segon tipus d'aproximació. Com que, per a les funcions esglaonades, el valor del segon tipus d'aproximació no depèn de la finesa de la partició per a les particions «prou fines», té sentit definir la «integral multiplicativa de Lebesgue (tipus I)» d'una funció esglaonada com
{\displaystyle \prod _{a}^{b}{\big (}1+f(x)\,dx{\big )}{\overset {def}{=}}\prod _{k=0}^{m-1}\exp {\big (}f(s_{k})\cdot (y_{k+1}-y_{k}){\big )},}
on {\displaystyle y_{0}<a=s_{0}<y_{1}<\dots <y_{n-1}<s_{n-1}<y_{n}=b} és una partició etiquetada, i de nou {\displaystyle a=y_{0}<y_{1}<\dots <y_{m}} és la partició corresponent a la funció esglaonada {\displaystyle f} (en canvi, la quantitat corresponent no es definiria sense ambigüitats utilitzant el primer tipus d'aproximació).
Això es generalitza fàcilment a espais de mesura arbitràries. Si {\displaystyle X} és un espai de mesura amb mesura {\displaystyle \mu }, llavors per a qualsevol funció senzilla integrable amb el producte {\displaystyle f(x)=\sum _{k=1}^{n}a_{k}I_{A_{k}}(x)} (és a dir, una combinació cònica de les funcions indicatrius per a alguns conjunts mesurables disjunts {\displaystyle A_{0},A_{1},\dots ,A_{m-1}\subseteq X}), la seva integral multiplicativa de tipus I es defineix com a
{\displaystyle \prod _{X}{\big (}1+f(x)\,d\mu (x){\big )}{\overset {def}{=}}\prod _{k=0}^{m-1}\exp {\big (}a_{k}\mu (A_{k}){\big )},}
sent {\displaystyle a_{k}} el valor de {\displaystyle f} en qualsevol punt de {\displaystyle A_{k}}. En el cas especial on {\displaystyle X=\mathbb {R} }, {\displaystyle \mu } és la mesura de Lebesgue i tots els conjunts mesurables {\displaystyle A_{k}} són intervals, es pot comprovar que és igual a la definició donada anteriorment per a aquest cas especial. Anàloga a la teoria de les integrals de Lebesgue (clàssiques), la integral multiplicativa de Volterra de qualsevol funció integrable multiplicativa {\displaystyle f} es pot escriure com el límit d'una seqüència creixent d'integrals multiplicatives de Volterra de funcions simples integrables de producte.
Prenent logaritmes d'ambdós costats de la definició anterior, s'obté que per a qualsevol funció simple integrable multiplicativa {\displaystyle f}:
{\displaystyle \ln \left(\prod _{X}{\big (}1+f(x)\,d\mu (x){\big )}\right)=\ln \left(\prod _{k=0}^{m-1}\exp {\big (}a_{k}\mu (A_{k}){\big )}\right)=\sum _{k=0}^{m-1}a_{k}\mu (A_{k})=\int _{X}f(x)\,d\mu (x)\iff }
{\displaystyle \prod _{X}{\big (}1+f(x)\,d\mu (x){\big )}=\exp \left(\int _{X}f(x)\,d\mu (x)\right),}
on hem utilitzat la definició d'integral per a funcions simples. A més, perquè les funcions contínues com {\displaystyle \exp } es pot intercanviar amb límits i la integral multiplicativa de qualsevol funció integrable multiplicativa {\displaystyle f} és igual al límit de les integrals multiplicatives de funcions simples, es dedueix que la relació
{\displaystyle \prod _{X}{\big (}1+f(x)\,d\mu (x){\big )}=\exp \left(\int _{X}f(x)\,d\mu (x)\right)}
s'aplica generalment per a qualsevol integrable multiplicativa {\displaystyle f}. Això generalitza clarament la propietat esmentada anteriorment.
La integral multiplicativa de Volterra és multiplicativa com a funció de conjunt, que es pot mostrar mitjançant la propietat anterior. Més concretament, donada una funció integrable multiplicativa {\displaystyle f} es pot definir una funció conjunta {\displaystyle {\cal {V}}_{f}} definint, per a cada conjunt mesurable {\displaystyle B\subseteq X},
{\displaystyle {\cal {V}}_{f}(B){\overset {def}{=}}\prod _{B}{\big (}1+f(x)\,d\mu (x){\big )}{\overset {def}{=}}\prod _{X}{\big (}1+(f\cdot I_{B})(x)\,d\mu (x){\big )},}
on {\displaystyle I_{B}(x)} denota la funció indicatriu de {\displaystyle B}. A continuació, per a dos conjunts mesurables disjunts {\displaystyle B_{1},B_{2}} s'obté
{\displaystyle {\begin{aligned}{\cal {V}}_{f}(B_{1}\sqcup B_{2})&=\prod _{B_{1}\sqcup B_{2}}{\big (}1+f(x)\,d\mu (x){\big )}\\&=\exp \left(\int _{B_{1}\sqcup B_{2}}f(x)\,d\mu (x)\right)\\&=\exp \left(\int _{B_{1}}f(x)\,d\mu (x)+\int _{B_{2}}f(x)\,d\mu (x)\right)\\&=\exp \left(\int _{B_{1}}f(x)\,d\mu (x)\right)\exp \left(\int _{B_{2}}f(x)\,d\mu (x)\right)\\&=\prod _{B_{1}}(1+f(x)d\mu (x))\prod _{B_{2}}(1+f(x)\,d\mu (x))\\&={\cal {V}}_{f}(B_{1}){\cal {V}}_{f}(B_{2}).\end{aligned}}}
Aquesta propietat es pot contrastar amb les mesures, que són funcions de conjunt additius.
Tanmateix, la integral multiplicativa de Volterra no és multiplicativa com a funcional. Donades dues funcions integrables multiplicatives {\displaystyle f,g}, i un conjunt mesurable {\displaystyle A}, generalment és el cas que
{\displaystyle \prod _{A}{\big (}1+(fg)(x)\,d\mu (x){\big )}\neq \prod _{A}{\big (}1+f(x)\,d\mu (x){\big )}\prod _{A}{\big (}1+g(x)\,d\mu (x){\big )}.}

### Tipus II: Integral geomètrica
Si {\displaystyle X} és un espai de mesura amb mesura {\displaystyle \mu }, llavors per a qualsevol funció senzilla integrable amb el producte {\displaystyle f(x)=\sum _{k=1}^{n}a_{k}I_{A_{k}}(x)} (és a dir, una combinació cònica de les funcions indicatrius per a alguns conjunts mesurables disjunts {\displaystyle A_{0},A_{1},\dots ,A_{m-1}\subseteq X}), la seva integral multiplicativa de tipus II es defineix com a
{\displaystyle \prod _{X}f(x)^{d\mu (x)}{\overset {def}{=}}\prod _{k=0}^{m-1}a_{k}^{\mu (A_{k})}.}
Això es pot veure algeneralitzar la definició donada anteriorment.
Prenent logaritmes d'ambdós costats de la definició anterior, s'obté que per a qualsevol funció simple integrable multiplicativa {\displaystyle f}:
{\displaystyle \ln \left(\prod _{X}f(x)^{d\mu (x)}\right)=\sum _{k=0}^{m-1}\ln(a_{k})\mu (A_{k})=\int _{X}\ln f(x)\,d\mu (x)\iff \prod _{X}f(x)^{d\mu (x)}=\exp \left(\int _{X}\ln f(x)\,d\mu (x)\right),}
on hem utilitzat la definició de la integral de Lebesgue per a funcions simples. Aquesta observació, anàloga a la ja feta anteriorment, permet reduir completament la «teoria de Lebesgue de les integrals geomètriques» a la teoria de Lebesgue de les integrals (clàssiques). En altres paraules, perquè les funcions contínues com {\displaystyle \exp } i {\displaystyle \ln } es pot intercanviar amb límits i la integral multiplicativa de qualsevol funció integrable multiplicativa {\displaystyle f} és igual al límit d'alguna seqüència creixent d'integrals de productes de funcions simples, es dedueix que la relació
{\displaystyle \prod _{X}f(x)^{d\mu (x)}=\exp \left(\int _{X}\ln f(x)\,d\mu (x)\right)}
s'aplica generalment per a qualsevol producte integrable {\displaystyle f}. Això generalitza la propietat de les integrals geomètriques esmentades anteriorment.